# Proměna (film, 2022)
Proměna (v anglickém originále Turning Red) je americký počítačově animovaný komediální fantasy film z roku 2022, který byl produkován společností Pixar Animation Studios a distribuován společností Walt Disney Studios Motion Pictures. Režisérkou byla Domee Shi, scénář napsaly Domee Shi a Julia Cho a producentkou byla Lindsey Collins. Postavy dabovali Rosalie Chiang, Sandra Oh, Ava Morse, Hyein Park, Maitreyi Ramakrishnan, Orion Lee, Wai Ching Ho, Tristan Allerick Chen a James Hong.
Film byl inspirován Shiinými zážitky z Toronta, kde vyrůstala. Studiu Pixar byl představen v říjnu 2017 a produkce byla zahájena v roce 2018. Jedná se o první film Pixaru, který režírovala žena, a druhý, jehož hlavní postava je asijského původu (prvním je Vzhůru do oblak z roku 2009).

## Děj
Příběh se odehrává v Torontu v roce 2002 a pojednává o třináctileté čínsko-kanadské studentce Meilin „Mei“ Lee, která se následkem rodinné kletby proměňuje v pandu červenou, kdykoli je rozrušená. Mei vypomáhá v rodinné svatyni, která je zasvěcena její předkyni Sun-Yee, a snaží se zapůsobit na svou přísnou, přehnaně ochranitelskou matku Ming Lee. Zároveň před ní skrývá své zájmy — mimo jiné to, že je spolu se svými kamarádkami Miriam, Priyou a Abby fanynkou chlapecké skupiny 4*Town. Když se Ming dozví, že je její dcera zamilovaná do prodavače v místní samoobsluze, neúmyslně ji znemožní před lidmi, mezi nimiž je také školní agresor Tyler.
Mei se zdá noční můra o pandách červených. Když se druhý den vzbudí, zjistí, že se sama proměnila ve velkou pandu červenou. Svou proměnu zatají před rodiči. Následně zjistí, že se proměňuje jen tehdy, když pociťuje silné emoce. Po proměně zpátky v člověka jí zůstávají červené vlasy. Ming si Meiino chování nejprve vysvětluje tím, že Mei dostala první menstruaci. Pravdu se dozví později, když Mei omylem zesměšní ve škole. Mei se před ní promění a uteče domů.
Meiin otec Jin jí vysvětlí, že jejich předkyně Sun-Yee obdařila všechny dívky z rodu schopností proměny, aby je ochránila, a že každá z nich projde proměnou, když dospěje. Proměny jsou ale v moderní době považovány za nepraktické a nebezpečné, a proto je třeba ducha pandy zapečetit do talismanu prostřednictvím rituálu při zatmění měsíce. Další zatmění se má uskutečnit za měsíc. Mezitím se Meiiny kamarádky dozví o její proměně a jsou nadšené. Mei zjistí, že je pro ni snazší udržovat lidskou podobu, když myslí na své kamarádky.
Ming umožní Mei dál vést svůj život beze změny, ale zakáže jí zúčastnit se nadcházejícího koncertu skupiny 4*Town. Meiiny kamarádky využijí popularity její pandí podoby a začnou ve škole tajně vybírat peníze na lístky. Aby si Mei vydělala na poslední lístek, vydá se v Pandí podobě na oslavu Tylerových narozenin. Na oslavě se dozví, že se koncert má konat ve stejný den jako její rituál, a je naštvaná. Tyler poté urazí její rodinu, ona ho napadne a vyděsí při tom ostatní děti. Ming se o incidentu dozví a obviní Meiiny kamarádky z toho, že ji kazí a využívají. Mei je zahanbená a má ze své matky příliš velký strach na to, aby se svých kamarádek zastala.
Meiina babička Wu a tety přijdou vypomoci s Meiiným rituálem, což Ming nepotěší. Zatímco se Mei připravuje, Jin najde videa, která Mei natočila v pandí podobě se svými kamarádkami, a ujistí ji, že se za svou proměnu nemusí stydět. Během rituálu se Mei rozhodne, že si své schopnosti nechá, a uteče na koncert 4*Town, který se koná ve SkyDome. Její kamarádky jí odpustí její chování na oslavě a zároveň zjistí, že Tyler je také fanoušek 4*Town. Meiin útěk z rituálu však rozzuří Ming natolik, že její vlastní talisman praskne a ona se promění v obří pandu. Vydá se na koncert se záměrem přivést Mei zpátky násilím.
Mei se s Ming začne hádat o svou svobodu a Ming následkem nehody upadá do bezvědomí. Wu spolu s tetami rozbijí své talismany, promění se v pandy a pomohou odvléci Ming do rituálního kruhu. Meiiny kamarádky a 4*Town dovrší rituál zpěvem a Mei, Ming a ostatní ženy z rodiny jsou přeneseny do astrální dimenze. Mei se s Ming usmíří a pomůže jí narovnat vztahy s Wu, kterou Ming kdysi jako panda ve vzteku zranila. Ostatní ženy se rozhodnou své pandí podoby opět zapečetit, zatímco Mei se rozhodne si svou ponechat. Ming se smíří s tím, že si její dcera našla vlastní cestu.
Meiina podoba se později ve svatyni stane turistickou atrakcí a Mei společně se svou rodinou pomůže vybrat peníze na opravu zničeného SkyDome. Její vztah s Ming se zlepší a Tyler se stane jejím kamarádem.

## Obsazení
- Rosalie Chiang jako Meilin „Mei“ Lee
- Sandra Oh jako Ming Lee
- Ava Morse jako Miriam Mendelsohn
- Hyein Park jako Abby Park
- Maitreyi Ramakrishnan jako Priya Mangal
- Orion Lee a Wai Ching Ho jako Jin Lee
- Tristan Allerick Chen jako Tyler Nguyen-Baker
- Lori Tan Chinn jako teta Chen
- Wai Ching Ho jako Wu
- Mia Tagano jako Lily
- Sherry Cola jako Helen
- Lillian Lim jako teta Ping
- James Hong jako pan Gao
- Jordan Fisher jako Robaire
- Grayson Villanueva jako Tae Young
- Josh Levi jako Aaron Z.
- Sasha Roiz jako pan Kieslowski
- Addie Chandler jako Devon
- Lily Sanfelippo jako Stacy Frick